# Майори (Одеський район)
Майо́ри — село Біляївської міської громади у Одеському районі Одеської області України. Населення становить 1414 осіб.

## Політика

### Парламентські вибори, 2019
На позачергових парламентських виборах 2019 року у селі функціонувала окрема виборча дільниця № 510251, розташована у приміщенні школи.
Результати
- зареєстровано 1015 виборців, явка 38,82%, найбільше голосів віддано за «Слугу народу» — 60,31%, за «Опозиційну платформу — За життя» — 11,86%, за «Опозиційний блок» — 4,64%.[2] В одномандатному окрузі найбільше голосів отримав Сергій Колебошин (Слуга народу) — 41,38%, за Василя Гуляєва (самовисування) — 26,53%, за Романа Зелінського (самовисування) — 6,90%[3].

## Населення
Згідно з переписом 1989 року населення села становило 1387 осіб, з яких 674 чоловіки та 713 жінок.
За переписом населення 2001 року в селі мешкало 1409 осіб.

### Мова
Розподіл населення за рідною мовою за даними перепису 2001 року:
| Мова       | Відсоток |
| ---------- | -------- |
| українська | 83,66 %  |
| російська  | 12,38 %  |
| румунська  | 2,33 %   |
| болгарська | 0,85 %   |
| білоруська | 0,42 %   |
| гагаузька  | 0,14 %   |

## Відомі уродженці
- Атюков Євген Віталійович (1992–2014) — український військовик, солдат Збройних сил України, учасник війни на сході України. Кавалер ордена «За мужність».